# 세계 지도

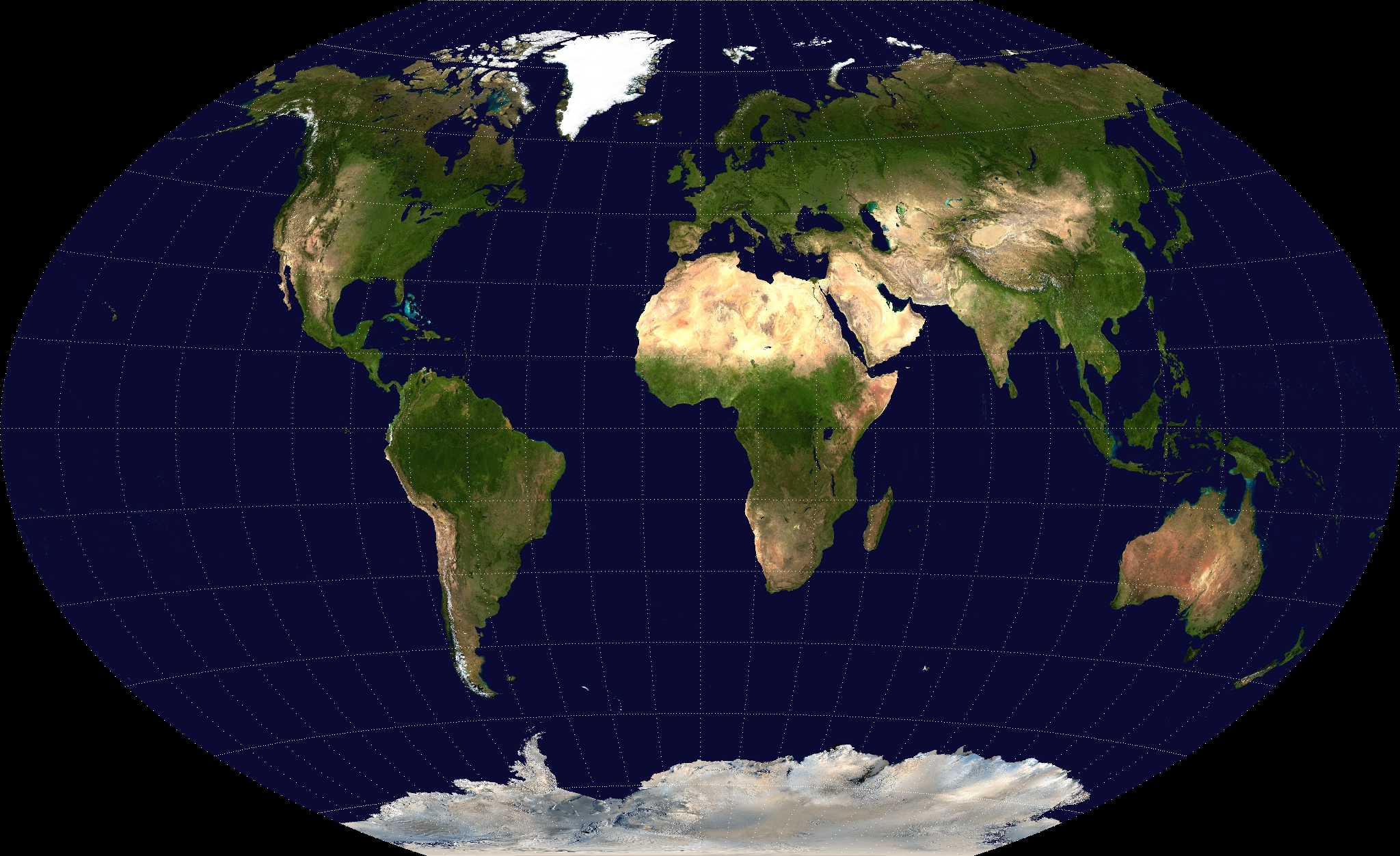
세계 지도

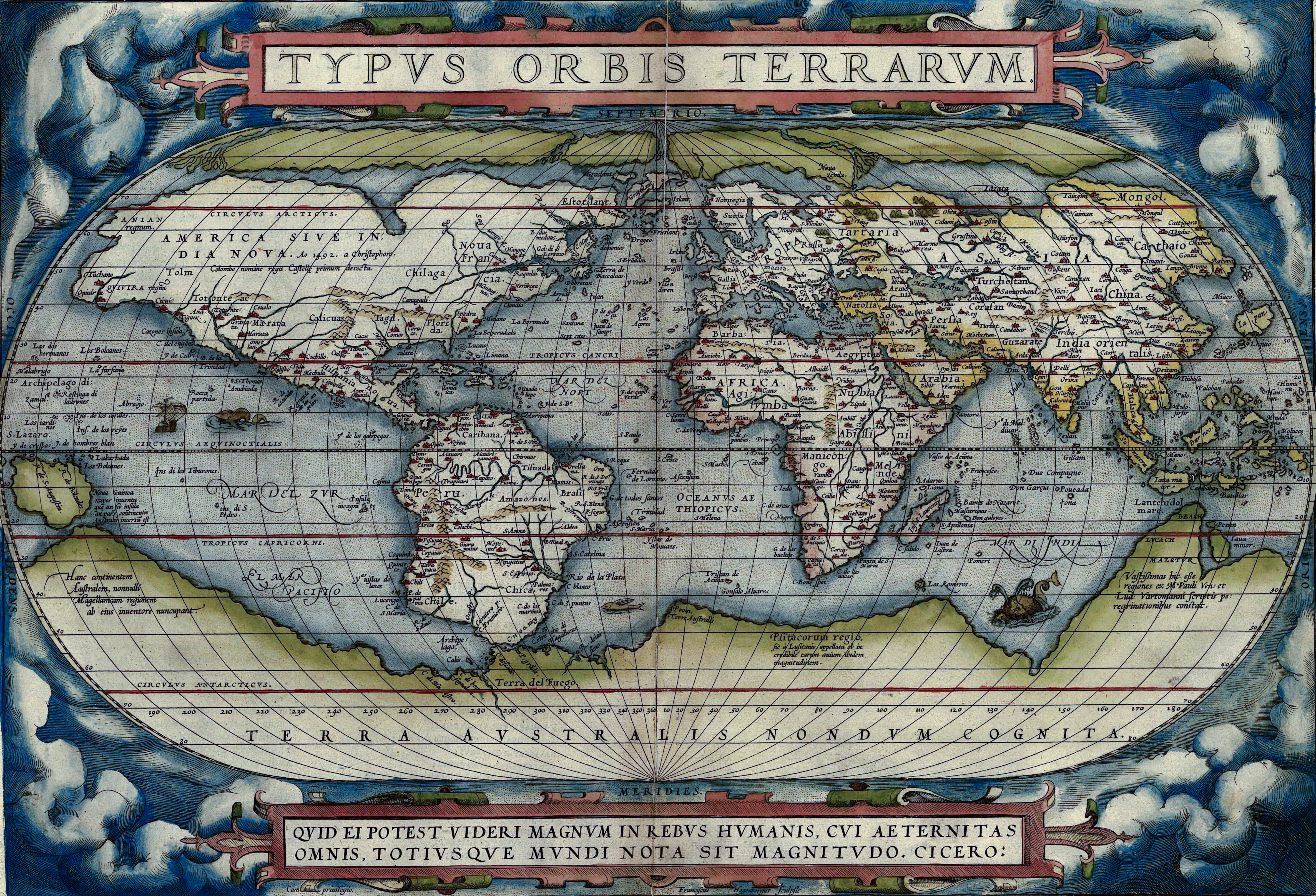
기원후 1564년의 세계지도

세계 지도(世界地圖, 영어: world map)는 지구 전체, 또는 대부분을 보여주는 지도를 말한다. 세계전도, 만국지도라고도 한다.
주로 다음과 같은 사항들이 기호, 문자, 도형, 각종 색깔로 평면상에 도시된다.
- 지형에 관한 것 - 대륙, 반도, 바다, 산맥, 하천, 호수, 늪 따위의 모양·고도·심도 등
- 지리에 관한 것 - 국경, 국명, 행정 구역, 도시 등
- 생활에 관한 것 - 경선, 위선, 날짜 변경선, 철도, 도로 등

## 같이 보기
- 초기의 세계 지도
- 여기 용들이 있다(en:Here be dragons, 라틴어: hic sunt dracones) - 초기 세계지도들에서 미탐사지역을 나타내는 라틴어 문구
- 지도
- 지도학
- 지구본